# Duas Barras
Duas Barras là một đô thị thuộc bang Rio de Janeiro, Brasil. Đô thị này có diện tích 375,238 km², dân số năm 2007 là 10673 người, mật độ 28,4 người/km².